# 서울공연초등학교
서울공연초등학교(서울孔硯初等學校)는 대한민국 서울특별시 노원구에 있는 공립 초등학교이다. 근처 공릉동의 서울공릉초등학교에서 '공', 하계동의 서울연촌초등학교에서 '연' 글자를 따서 학교 이름을 만들었다고 알려져 있다.

## 학교 연혁
- 1982년 7월 7일, 서울공연국민학교(서울孔硯國民學校) 설립 인가
- 1982년 8월 26일, 교사 신축 준공 (40개 학급 규모)
- 1983년 3월 5일, 제1회 신입생 입학
- 1985년 2월, 제1회 졸업식
- 1996년 3월 1일,  서울공연초등학교(서울孔硯初等學校)로 교명 개칭
- 2021년 2월 9일, 제37회 졸업식 (103명 졸업)
- 2022년 10월 21일, 개교 40주년

## 참고 자료
- 서울공연초등학교 - 한국교육학술정보원 학교알리미